# Hermann Zwick
Hermann Zwick (* 16. November 1839 in Gnichwitz; † 15. Februar 1906 in Berlin) war ein deutscher Lehrer und Mitglied des Deutschen Reichstags.

## Leben
Zwick studierte von 1860 bis 1864 auf der Gewerbe-Akademie und der Universität Berlin Naturwissenschaften. Von 1863 bis 1864 war er Assistent für Chemie und von 1864 bis 1877 Assistent für Physik in Berlin. Weiter war er Lehrer der Naturwissenschaften an der Königlichen Provinzial-Gewerbeschule, später Oberrealschule mit Fachklassen, in Koblenz und seit 1877 Schulinspektor in Berlin. Er war auch Stadtverordneter in Koblenz.
Von 1898 bis 1903 war er Mitglied des Deutschen Reichstags für den Wahlkreis Berlin 5 (Spandauer Vorstadt, Friedrich-Wilhelm-Stadt, Königsstadt-West) und die Freisinnige Volkspartei. Zwischen 1904 und 1906 war er auch Mitglied des Preußischen Abgeordnetenhauses.